# Ovabaşı
Ovabaşı ist ein Dorf im Landkreis Ömerli der türkischen Provinz Mardin. Ovabaşı liegt etwa 46 km nordöstlich der Provinzhauptstadt Mardin und 32 km nordöstlich von Ömerli. Ovabaşı hatte laut der letzten Volkszählung 328 Einwohner (Stand Ende Dezember 2009).